# Premierminister von Georgien
Der Premierminister von Georgien (georgisch საქართველოს პრემიერ-მინისტრი) ist der Regierungschef von Georgien.
Während der Präsident von Georgien das Staatsoberhaupt und Oberbefehlshaber der Verteidigungskräfte Georgiens ist, organisiert der Premierminister die Regierungstätigkeiten, koordiniert und kontrolliert die Tätigkeiten der Minister und unterzeichnet die Rechtsakte der Regierung.
Der derzeitige Premierminister Irakli Kobachidse wurde am 1. Februar 2024 von seiner Partei Georgischer Traum für das Amt vorgeschlagen und am 8. Februar durch das Parlament bestätigt.

## Geschichte
Mit der Gründung der Demokratische Republik Georgien am 26. Mai 1918 wurde Noe Ramischwili als erster Regierungschef und Innenminister benannt. Ramischwili war wenige Wochen im Amt, bevor er von dem vormaligen Präsidenten Noe Schordania abgelöst wurde. Schordania war Vorsitzender der Sozialdemokratischen Arbeiterpartei und wurde am 24. Juli 1918 zum Premierminister gewählt. Im Februar 1921 besetzte die Rote Armee Georgien, der Staat wird in die Sowjetunion eingegliedert und Schordania flieht mit der Regierung nach Frankreich.
Das Amt des Premierministers bleibt unbesetzt, bis 1991 die Sowjetunion endet. Schon Ende 1990 kommt es in Georgien zu Parlamentswahlen und eine neue Regierung unter Tengis Sigua wird gebildet. Mit der Verfassung aus dem Jahr 1995 wird das Amt des Premierministers offiziell abgeschafft. An dessen Stelle tritt der Staatsminister. Dieser verwaltete die Staatskanzlei und führte Aufgaben, die ihm vom Präsidenten übertragen wurden, aus. Mit einer Verfassungsänderung im Februar 2004 wurde das Amt wieder eingeführt.
In den Jahren 2010, 2017 und 2018 folgten weitere Verfassungsänderungen, bei denen die Kompetenzen des Premierministers und des Präsidenten ausgeglichen wurden.

## Ernennung
Um als Premierminister gewählt werden zu dürfen, darf man außer der georgischen Staatsangehörigkeit keine weitere Staatsangehörigkeit besitzen.
Der Premierminister wird von der Partei vorgeschlagen, die am besten bei der Parlamentswahl abgeschnitten hat. Das Parlament stimmt dann in einer Vertrauensabstimmung über die Ernennung des Premierministers ab. Dann muss der Kandidat innerhalb von zwei Tagen durch den Präsidenten ernannt werden. Ernennt der Präsident den Premierminister nicht innerhalb des festgelegten Zeitrahmens, wird dieser automatisch ernannt. Stimmt das Parlament nicht innerhalb von zwei Wochen ab, wird das Parlament aufgelöst und es kommt zu einer außerordentlichen Parlamentswahl.

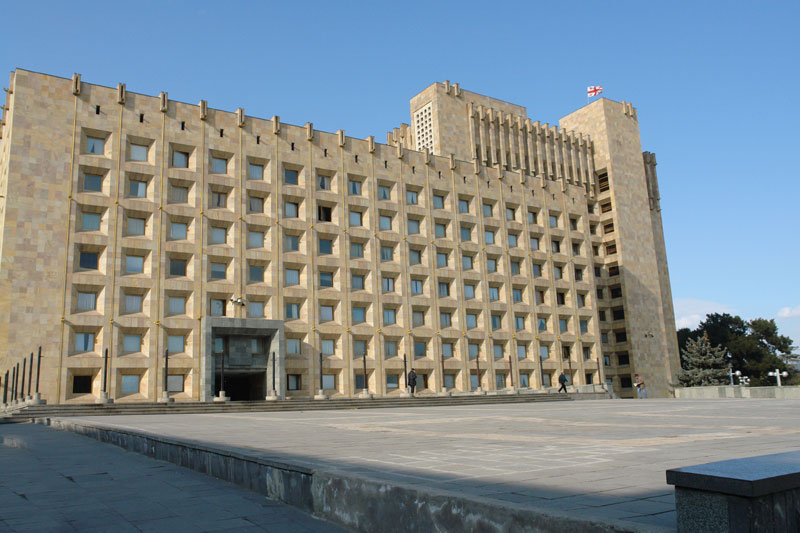
Amtssitz: Die Staatskanzlei von Georgien in Tiflis

Ein Misstrauensvotum gegen die Regierung und den Premierminister kann gestellt werden, wenn ein Drittel der Parlamentsmitglieder sich dafür aussprechen. Die Initiatoren benennen dann einen neuen Kandidaten für das Amt.

## Kompetenzen
Als Regierungschef ist der Premierminister für die Regierungstätigkeiten verantwortlich und kann Minister ernennen und entlassen. Weiterhin vertritt er Georgien in den auswärtigen Beziehungen und schließt im Namen Georgiens internationale Verträge ab. Der Premierminister muss dem Parlament jährlich einen Bericht über die Umsetzung des Regierungsprogrammes vorlegen.
Der Premierminister ist Teil des Nationalen Sicherheitsrats. Wenn der Ausnahmezustand ausgerufen wurde oder das Kriegsrecht gilt, befehligt der Premierminister die Verteidigungskräfte. Im Kriegsrecht dürfen Entscheidungen über den Einsatz der Streitkräfte dann von ihm ohne die Zustimmung des Parlaments getroffen werden. Auch bei Naturkatastrophen, technischen Katastrophen oder Epidemien entscheidet der Premierminister über den Einsatz der Streitkräfte, ohne dass diese Entscheidungen der Zustimmung des Parlaments bedürfen.